# Ezequiel Garay
Ezequiel Marcelo Garay (ur. 10 października 1986 w Rosario) – argentyński piłkarz występujący na pozycji obrońcy w hiszpańskim klubie Valencia CF oraz w reprezentacji Argentyny. Posiada także obywatelstwo hiszpańskie.

## Kariera klubowa

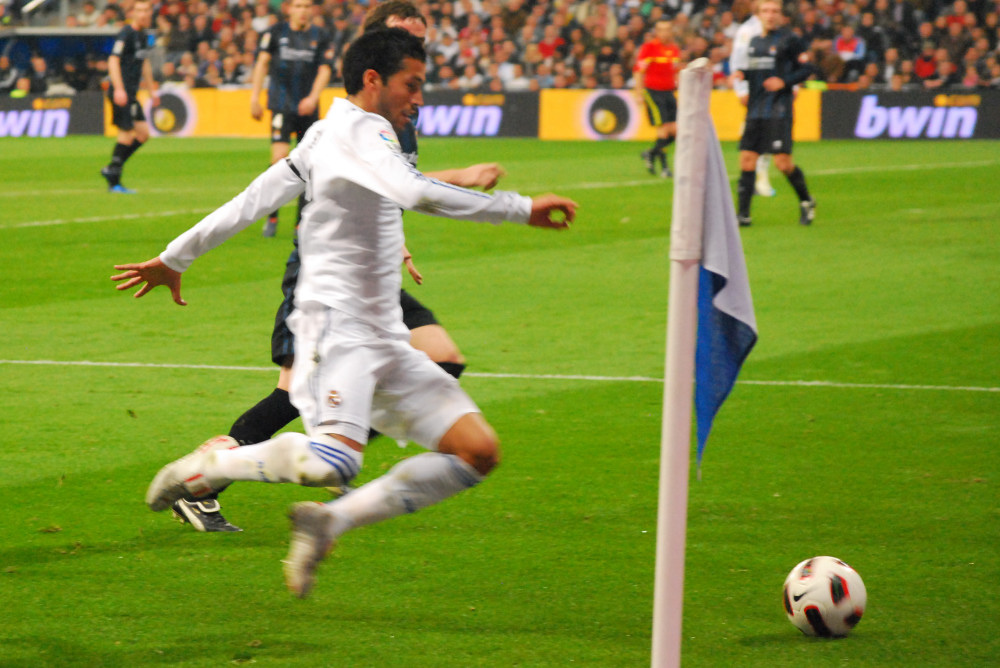
Ezequiel Garay grający dla Real Madryt przeciw Real Sociedad w 2011 roku.

Garay jest wychowankiem Newell’s Old Boys. Następnie trafił do Racingu Santander, w którym grał przez dwa lata. 18 maja 2008 roku podpisał kontrakt z Realem Madryt, jednak sezon 2008/09 spędził jeszcze w Racingu. Latem 2009 roku powrócił do Madrytu i 29 sierpnia zadebiutował w barwach Realu podczas wygranego spotkania z Deportivo La Coruña. 12 grudnia tego samego roku podczas meczu z Valencią zdobył swojego pierwszego gola w barwach klubu. 7 lipca 2011 roku odszedł do portugalskiej Benfiki, by trzy lata później trafić do Rosji, do Zenitu Petersburg. 31 sierpnia 2016, ostatniego dnia okienka transferowego, został graczem Valencii, z którą związał się trzyletnią umową.

## Kariera reprezentacyjna
W 2008 roku znalazł się w kadrze powołanej przez Sergio Batistę na Igrzyska Olimpijskie 2008, podczas których Argentyna zdobyła złoty medal. 22 sierpnia 2007 roku Garay zadebiutował w seniorskiej reprezentacji podczas wygranego 2:1 spotkania towarzyskiego z Norwegią. W 2014 roku wraz z kadrą dotarł do finału Mistrzostw Świata 2014, ostatecznie przegranego z Niemcami po dogrywce 0:1.

## Statystyki kariery
Stan na 17 maja 2019 r.
| Klub                      | Sezon              | Liga  | Liga | Puchar krajowy | Puchar krajowy | Ameryka Płd/Europa | Ameryka Płd/Europa | Razem | Razem |
| Klub                      | Sezon              | Mecze | Gole | Mecze          | Gole           | Mecze              | Gole               | Mecze | Gole  |
| ------------------------- | ------------------ | ----- | ---- | -------------- | -------------- | ------------------ | ------------------ | ----- | ----- |
| Newell’s Old Boys Rosario | 2004/05            | 1     | 0    | —              | —              | —                  | —                  | 1     | 0     |
| Newell’s Old Boys Rosario | 2005/06            | 12    | 1    | —              | —              | —                  | —                  | 12    | 1     |
| Newell’s Old Boys Rosario | Łącznie            | 13    | 1    | —              | —              | —                  | —                  | 13    | 1     |
| Racing Santander          | 2005/06            | 7     | 0    | 0              | 0              | —                  | —                  | 7     | 0     |
| Racing Santander          | 2006/07            | 31    | 9    | 1              | 0              | —                  | —                  | 32    | 9     |
| Racing Santander          | 2007/08            | 22    | 3    | 7              | 2              | —                  | —                  | 29    | 5     |
| Racing Santander          | 2008/09            | 24    | 2    | 2              | 0              | 4                  | 0                  | 30    | 2     |
| Racing Santander          | Łącznie            | 84    | 14   | 10             | 2              | 4                  | 0                  | 98    | 16    |
| Real Madryt               | 2009/10            | 20    | 1    | 0              | 0              | 3                  | 0                  | 23    | 1     |
| Real Madryt               | 2010/11            | 5     | 0    | 2              | 0              | 1                  | 0                  | 8     | 0     |
| Real Madryt               | Łącznie            | 25    | 1    | 2              | 0              | 4                  | 0                  | 31    | 1     |
| SL Benfica                | 2011/12            | 24    | 2    | 0              | 0              | 6                  | 0                  | 30    | 2     |
| SL Benfica                | 2012/13            | 27    | 1    | 0              | 0              | 14                 | 1                  | 41    | 2     |
| SL Benfica                | 2013/14            | 27    | 4    | 0              | 0              | 14                 | 2                  | 41    | 6     |
| SL Benfica                | Łącznie            | 78    | 7    | 0              | 0              | 34                 | 0                  | 112   | 10    |
| Zenit Petersburg          | 2014/15            | 26    | 1    | 0              | 0              | 11                 | 0                  | 37    | 1     |
| Zenit Petersburg          | 2015/16            | 20    | 2    | 0              | 0              | 6                  | 0                  | 26    | 2     |
| Zenit Petersburg          | 2016/17            | 4     | 0    | 0              | 0              | 0                  | 0                  | 4     | 0     |
| Zenit Petersburg          | Łącznie            | 50    | 3    | 0              | 0              | 17                 | 0                  | 67    | 3     |
| Valencia CF               | 2016/17            | 27    | 4    | 1              | 0              | 0                  | 0                  | 28    | 4     |
| Valencia CF               | 2017/18            | 24    | 0    | 4              | 0              | 0                  | 0                  | 28    | 0     |
| Valencia CF               | 2018/19            | 24    | 2    | 2              | 0              | 7                  | 0                  | 33    | 2     |
| Valencia CF               | Łącznie            | 75    | 6    | 7              | 0              | 7                  | 0                  | 89    | 6     |
| Łącznie w karierze        | Łącznie w karierze | 325   | 32   | 19             | 2              | 66                 | 0                  | 410   | 38    |

## Sukcesy
Newells
- Mistrzostwo Argentyny: 2004 Apertura

Real Madryt
- Puchar Króla: 2010/11

Benfica
- Mistrzostwo Portugalii: 2013/14
- Taça de Portugal: 2013/14
- Taça da Liga: 2011/12, 2013/14

Zenit Petersburg
- Mistrzostwo Rosji: 2014/15
- Puchar Rosji: 2015/16
- Superpuchar Rosji: 2015, 2016

Argentyna
- Mistrzostwo Świata do lat 20: 2005
- Letnie igrzyska olimpijskie: 2008
- Wicemistrzostwo Świata: 2014
- Wicemistrzostwo Ameryki Południowej: 2015

Indywidualne
- Drużyna sezonu Ligi Europy: 2013/14